# Irving Fazola
Irving Fazola (New Orleans, 1912. december 10. – New Orleans, 1949. március 20.) amerikai klarinétos, szaxofonos.

## Pályakép
Irving Henry Prestopnik New Orleansban született. A „Fazola” becenevet használta vezetéknévként. Leon Roppolo hatása alatt Fazola tizenöt évesen már profiként szerepelt. New Orleansban Sharkey Bonanoval, Candy Candidoval, Armand Huggal és Louis Primaval dolgozott.
Csatlakozott a Ben Pollack zenekarhoz, amikor az bejárta New Orleans-t, Pollackkal fellépett Pollackkal Chicagóban és New Yorkban. Rövid idő után Glenn Millerrel és Gus Arnheimmel 1938-ban a Bob Crosby zenekarának tagja lett. Ezzel a zenekarral szerzett némi hírnevet, 1940-ben és 1941-ben a Down Beat magazin legjobb klarinétosává vált. Crosby elhagyása után Chicagóban, New Yorkban és New Orleansban dolgozott, többek között George Bruniesszel a Famous Door New York-i dzsesszklubban.
Pete Fountain klarinétos szerint Fazola sokat ivott, ami hozzájárult túlsúlyához és korai halálához. 1949-ben, 36 évesen szívrohamban halt meg. Fazola hatással volt Fountainre, akinek stílusa Fazoláéhoz hasonlított, és aki halála estéjén Fazolát helyettesítette az Operaházban.

## Albumok
- https://adp.library.ucsb.edu/index.php/mastertalent/detail/314917/Fazola_Irving

### Felvételeiből
Billie Holiday
- 1936: A Fine Romance
- 1938: Five Point Blues
- 1939: Diga Diga Doo

Jess Stacy
- 1939: Clarinet Blues

Bob Crosby
- 1940: Jazz Me Blues
- 1945: Mostly Faz
- 1945: Sweet Loraine
- 1946: Farewell Blues

## Fordítás
Ez a szócikk részben vagy egészben  az   Irving Fazola című angol Wikipédia-szócikk ezen változatának fordításán alapul.  Az eredeti cikk szerkesztőit annak laptörténete sorolja fel. Ez a jelzés csupán a megfogalmazás eredetét és a szerzői jogokat jelzi, nem szolgál a cikkben szereplő információk forrásmegjelöléseként.